# Jana Lahodová
Jana Lahodová, cognom de casament Vudmasková (4 de juny de 1957 Hradec Králové – 15 d'octubre de 2010) va ser una jugadora txeca d'hoquei sobre herba que va competir als Jocs Olímpics d'Estiu de 1980, on guanyà la medalla de plata en la competició d'hoquei sobre herba.